# Język kalao
Język kalao, także: kalaotoa, lambego – język austronezyjski używany w indonezyjskiej prowincji Celebes Południowy, we wschodniej części wyspy Kalao (jedna z wysp Selayar). W 1988 r. odnotowano, że posługuje się nim 500 osób.
Jest blisko spokrewniony z językami laiyolo i barang-barang. Bliski geograficznie język bonerate jest jedynie jego dalekim krewnym.
„Lambego” to nazwa głównej miejscowości, w której używany jest ten język. Określenie to bywa odnoszone do całej wyspy oraz języka kalao. Język kalaotoa (z wyspy Kalaotoa) – również odnotowany w literaturze – jest nieznany, być może jest to kolejna nazwa tego samego języka, lecz niewykluczone, że chodzi o dialekt języka bonerate. Według lokalnej tradycji grupa etniczna Kalao przybyła właśnie z Kalaotoa.
Potencjalnie zagrożony wymarciem. Znajduje się pod presją ze strony bonerate i języka indonezyjskiego.